# Campeonato Mundial de Esqui Alpino de 1933
O Campeonato Mundial de Esqui Alpino de 1933 foi realizado em Innsbruck na Áustria, de 6 a 10 de Fevereiro de 1933.

## Sumário medalhas

### Masculino
| Evento    | Ouro          | Prata             | Bronze       |
| --------- | ------------- | ----------------- | ------------ |
| Downhill  | Walter Prager | David Zogg        | Hans Hauser  |
| Slalom    | Anton Seelos  | Gustav Lantschner | Fritz Steuri |
| Combinado | Anton Seelos  | Fritz Steuri      | Otto Furrer  |

### Feminino
| Evento    | Ouro                   | Prata             | Bronze           |
| --------- | ---------------------- | ----------------- | ---------------- |
| Downhill  | Inge Wersin-Lantschner | Nini von Arx-Zogg | Gerda Paumgarten |
| Slalom    | Inge Wersin-Lantschner | Helena Boughton   | Helena Zingg     |
| Combinado | Inge Wersin-Lantschner | Gerda Paumgarten  | Jeanette Kessler |

## Ranking por medalhas
Legenda
| Ordem | País        | Medalha de ouro | Medalha de prata | Medalha de bronze | Total |
| ----- | ----------- | --------------- | ---------------- | ----------------- | ----- |
| 1     | Áustria     | 5               | 2                | 2                 | 9     |
| 2     | Suíça       | 1               | 3                | 3                 | 7     |
| 3     | Reino Unido | 0               | 1                | 1                 | 2     |
|       | Total       | 6               | 6                | 6                 | 18    |